# Vatra Moldoviței
Vatra Moldoviței település Romániában, Bukovinában, Suceava megyében.

## Fekvése
Sucevițától 32 km-re, a Moldovița patak és a Ciumirna találkozásánál fekvő település.

## Története
A viszonylag nagynak mondható települést az „ácsmesterek hazája” néven emlegetik, akiknek a mestersége nemzedékeken át máig öröklődik. A parasztházak nagy része teljesen, vagy részben ma is fából készül. A házak előtt, vagy oldalaik mentén végigfutó tornácok oszlopait és gerendáit most is pompásan faragott minták díszítik.
A falu közelében, attól 0,3 km-re, a Moldovița folyó és a Ciumirna patak találkozásánál található a híres moldovițai kolostor. Ezen az Erdély és Moldva határvidékén levő helyen már a jelenlegi épület előtt is hasonló épület állhatott; a fellelt írásos és régészeti adatok szerint. Később is fontos kereskedelmi és vámszedőhely volt e helyen, majd védelmi, gazdasági, kulturális jelentőségű szerzetesi központ épült itt ki.

## Lakossága
2002-ben 4659 lakosából 4087 román, 522 ukrán, 46 német volt.

## Nevezetességek
- Moldovița kolostora - A kolostor négyszögletes belső udvarát 65x70 m-es, vaskos, tornyokkal közrezárt falak övezik.